# Le Clipet
Le Clipet (en néerlandais De Klijpe) est un hameau de la province belge de Flandre orientale. Il est situé dans la ville de Renaix, à environ deux kilomètres à l'ouest du centre-ville, le long de la route allant à Kluisbergen et à Russeignies. Le Clipet est situé au pied sud du Hotondberg .

## Histoire
L'endroit est resté longtemps une zone rurale à l'ouest de la Renaix, sur les flancs sud du Hotondberg. La carte de Ferraris de 1770 y montre plusieurs routes sinueuses avec des bâtiments dispersés et de nombreuses fermes. Au XIXe siècle, une nouvelle route rectiligne est construite pour aller vers Quaremont et Berchem. La route venait de Renaix à l'est et formait un angle vers le nord sur la pente du Hotondberg. Dans le virage, partait la vieille rue vers Russeignies.
Le hameau s'agrandit et en 1951, Le Clipet devint une paroisse indépendante dédiée à Notre-Dame du Perpétuel Secours. Une première église fut érigée d'urgence. En 1957, la construction de la nouvelle église a été débutée et celle-ci fut inaugurée en 1961.

## Lieux d'intérêt
- l'église Notre-Dame du Perpétuel Secours

## Trafic et transport
La N36 reliant Renaix à Kluisbergen passe par Le Clipet.